# Tillandsia incarnata
Tillandsia incarnata är en gräsväxtart som beskrevs av Carl Sigismund Kunth. Tillandsia incarnata ingår i släktet Tillandsia och familjen Bromeliaceae. Inga underarter finns listade i Catalogue of Life.